# Marie Samuelsson
Marie Samuelsson   (Nacka församling, 15 de febrer de 1956) és una compositora sueca.

## Biografia
Marie Samuelsson va néixer a Estocolm, Suècia. Va estudiar piano i improvisació al "Birkagården College" del 1979–81, musicologia a la Universitat d'Estocolm del 1982–83 i composició al "Royal College of Music d'Estocolm" del 1987 al 95 amb Sven-David Sandström, Daniel Börtz i Pär Lindgren. Posteriorment va continuar els seus estudis amb George Benjamin i el 2001 va complementar els seus estudis amb "Stage d'été" per a compositors professionals a Ircam a París. Samuelsson és membre de la Reial Acadèmia de Música de Suècia des del 2005. El desembre de 2012 va ser elegida vicepresidenta de la presididència de la Reial Acadèmia de Música de Suècia. Samuelsson va ser la compositora destacada d'un festival de quatre dies a Estocolm el maig del 2007 per al qual la seva obra d'orquestra Singla va ser encarregada i estrenada per la "Royal Stockholm Philharmonic Orchestra".
El 2011 va rebre el premi Composer in the Memory of Bo Wallner.

## Obres
- Les obres seleccionades inclouen:
- Andra platser (Altres llocs), per a veu alta, violoncel i percussió, 1989
- Katt Nio liv (Gat: Nou vides), per al quintet de vent de fusta, 1989
- Från Indien till Mars (De l'Índia a Mart), música de ball per a quartet de corda amb improvisació de guitarra, 1990–91
- Den natten (Aquella nit), per a cor, 1991
- Senyal per a quartet de saxos, 1991
- Lufttrumma I (Air shaft I), per a saxo alt, piano i percussió, 1993
- Troll per a orquestra juvenil, 1993
- Krom (Chrome), per a quintet de llautó, 1994
- Lufttrumma II (Air shaft II), per a flauta travessera, clarinet, percussió, arpa i contrabaix, 1994
- Magica de Hex (Màgia d'encís), per a orquestra, 1994
- Pingvinkvartett (quartet Penguin), per a flauta travessera, violí, violoncel i piano, 1996
- Sirén, per a quartet de saxos, 1996
- I vargens öga (A l'ull del llop), per a saxo i cinta solistes, 1997
- Rotationer (rotacions), per a orquestra de corda, 1997 (revisat, 2003)
- Lufttrumma III (Air shaft III), per a orquestra, 1999
- Flux per a orquestra de cambra, 2000
- Sóc-Ets?, per a trompa i cinta francesa, 2001
- Ö (Illa), per a violí solista, 2002
- Bastet la deessa del sol, concert per a violí i orquestra, 2004
- Camins de pena, per a orquestra de cambra, 2005
- Skuggspel (Shadow play), per a oboè i percussió, 2005
- Onze-cents dotze graus, per a violoncel i cinta, 2006
- Por i esperança, per a orquestra, 2006
- Singla, per a orquestra, 2007
- Komposition-Improvisation (Composició-Improvisació), per a 2 saxòfons, 2007
- Sjörök under Stockholms broarfum de mar sota els ponts de Stockholms), per a quartet de corda, 2008
- The Horn in the windconcert per a trompa i orquestra, 2009
- Airborne Lines and Rumblesper a orquestra, 2009
- Fanfar till livetper a secció de llautó, 2010
- Viuper a violí, 2010
- Fantasia i cirkelquartet 2011
- Algú està aprenent a volarper a clarinet en solitari, 2011
- Jorün orm i ögallibret d'pera: Kerstin Ekman, per a The Academy of Vadstena, estrena estiu 2013 (treball en curs)

Les seves obres s'han gravat i publicat en CD, incloent:
- La trilogia de l'amor (2019) Daphne 1062
- Air Drum (2003) Phono Suecia
- Rydberg, Enström, Samuelsson, Parmerud, Lindwall i Feiler, (inclou Signal) (1997) Caprice.[3]